# ジョイント・ストック・カンパニー
ジョイント・ストック・カンパニー（英語: joint stock company）は、イギリスやアメリカにおける企業形態のひとつ。両国の近代的な株式会社（米: corporation、米: stock corporation、米: business corporation、米: incorporated company、英: company limited by shares）の起源とされる企業形態であり、会社の出資持分が譲渡可能な株式（shares of stock）の形で出資者（株主）に所有される等、株式会社に類似する特徴を有するが、両者は概念的にも制度上も区別される。日本語では、「株式社団」「合本会社」などと訳すこともある（日本語訳については、後述#日本語訳参照）。
なお、イギリスやアメリカ以外の国の会社形態のひとつとして「joint stock company」の訳語が当てられる例（詳細は後述）もあるが、本項では、主としてイギリス（およびイギリスに起源をもつアメリカ）の企業形態を扱う。

## 概要
しばしば株式会社と同視されることもあるように、ジョイント・ストック・カンパニーは、譲渡可能な株式によって出資持分が出資者（株主）に所有される企業形態であり、その歴史は、1553年に設立されたイギリスのロシア会社（Russia Company）に遡る。機関構成や株主の地位、法制上の位置づけなどは、時代や地域によって異なる。歴史的には同一の起源を有するものの、イギリスのジョイント・ストック・カンパニーとアメリカのジョイント・ストック・カンパニーでは、その実体や法制上の位置づけに違いがあり、両者は別の企業形態だと指摘される。例えば、イギリスにおいては、一定の要件を満たした「ジョイント・ストック・カンパニー」は、会社法（Companies Act）に基づいて設立された株式会社（company imited by shares）と同一の企業形態として位置付けられており、その場合の「ジョイント・ストック・カンパニー」は、実体上は古い呼称を有した株式会社にすぎない。他方、アメリカでは、会社法制上、株式会社（corporation）とは完全に区別された企業形態である。
このように、「株式会社」と一応区別される「ジョイント・ストック・カンパニー」も、概念的に（あるいは、理念上）「株式会社」に含まれると考える見解も存在する。ただし、日本の株式会社はもとより、イギリスにおいて一般的に「株式会社」に相当する株式有限責任会社（company limited by shares）や、アメリカにおいて一般的に「株式会社」に相当するコーポレーション（corporation、特にstock corporationやbusiness corporation）とも異なった企業形態である。したがって、ジョイント・ストック・カンパニーが概念上「株式会社」に含まれるかどうかは、「株式会社」の本質論によって決まるとしても、少なくとも、「ジョイント・ストック・カンパニー」と「株式会社」は同一の概念ではない（#日本語訳も参照）。

## イギリスのジョイント・ストック・カンパニー

### 歴史

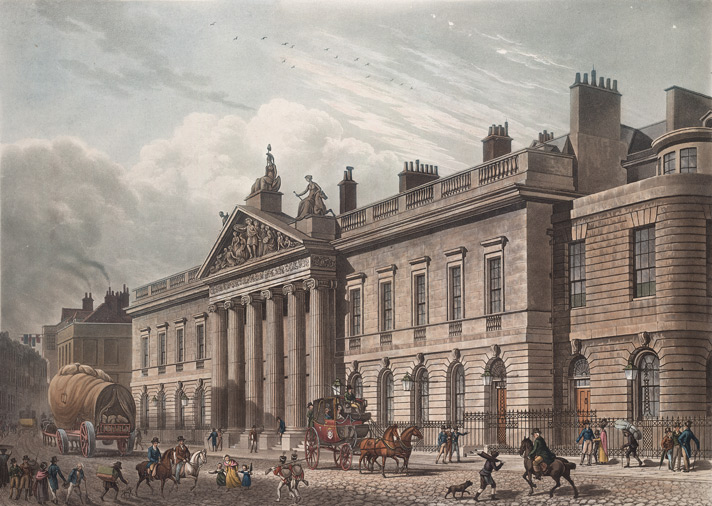
ロンドンにあったイギリス東インド会社本部

それまでの制規会社（regulated company）は、各社員が規約に基づき自己の資本を所有し、自らの計算において企業を経営していたが、その後、構成員が出資した資本をすべて結合し、それを単一の結合資本（joint stock）として企業を経営する形態が誕生した。1555年、ロシア会社は、メアリー1世に勅許（特許）を与えられ、結合資本により運営されるようになった。これが、ジョイント・ストック・カンパニーの起源ともいわれている。
初期のジョイント・ストック・カンパニーでは、株主は無限責任を負っていた。この点において、ジョイント・ストック・カンパニーは、株式会社とは本質的に異なり、「カムパニー的外枠の中に押込まれた、ないしはその土台の上に築かれたパートナーシップ制、あるいはかかるものとしての特殊イギリス的な会社形態」であるという指摘がされている(大塚 1969, p. 204)。なお、これに反対するものとして、(柿沢 1999, p. 2以下参照)。ここでいう「無限責任」とは、直接的な人的無限責任ではなく、会社が全出資者に対して出資額に比例した「徴収」を行うことで、全出資者が出資額を超えた責任を負うことを意味する。
チャールズ2世統治下の1662年には、「破産者に関する布告の条例（An Act declaratory concerning Bankrupts）」によって、東インド会社で初めて株主の有限責任制が採用されたが、その後も、一般的に会社の株主有限責任制を定めた法律は存在せず、株主が無限責任を負う時代が続いた。有限責任は、1825年の英国会社法（English Companies Act）に基づく国王の特許を与えられた場合に認められるにすぎなかった。また、制定法上の会社や、国王の特許に基づく特許会社（charterd joint stock company）は法人格を有していたが、特許を得ていない、コモン・ロー上のジョイント・ストック・カンパニー（uncharterd joint stock company）も多く作られ、それらの会社は法人格を有しておらず、法的にはパートナーシップとして扱われていた。国王の特許状を取得することが困難であったことや、国家の介入が忌避されたことから、法人格のない会社（uncorporated company）は、1630年代から1680年代ごろに激増していった。
その後、1844年のジョイント・ストック・カンパニー法（Joint Stock Company Act）により、法人格のない大規模な会社の設立が禁じられる一方で、ジョイント・ストック・カンパニーは、登記することによって設立し、法人格を取得できるようになった（特許主義から準則主義へ移行）。1855年の有限責任法（Limited Liability Act）及びそれに代替した1856年のジョイント・ストック・カンパニー法、それらを統合した1862年の会社法（Companies Law）等の諸法の制定により、株主の有限責任制が認められる会社になっていった。

### 現行法での扱い
イギリスの現行会社法（Companies Act 2006）では、1040条において、会社法に基づかずに設立された会社であって、登記可能なもののひとつとして規定されている。その場合のジョイント・ストック・カンパニーの定義は1041条1項に規定されている。すなわち、登記に関する規定との関係では、株式の形で分割して保有される、譲渡可能な、永続的な払込済資本あるいは名目的資本金を有する会社で、株式の保有者以外の構成員を有しない会社をいう。このようなジョイント・ストック・カンパニーは、株主の有限責任と共に登記することができる。
そして、会社法に基づいて登記され、株主の有限責任が認められたジョイント・ストック・カンパニーは、会社法上、株式会社（company limited by shares）として扱われる（1041条2項）。すなわち、登記されたジョイント・ストック・カンパニーの実体は、歴史的にジョイント・ストック・カンパニーとして設立された（あるいは、「joint stock company」という名の）株式会社（company limited by shares）だということになる。
他方、登記せずに旧来の形態のまま存続することも可能であり、登記されていないジョイント・ストック・カンパニーは、法人格を有さず、株主の有限責任も認められないので、株式会社とは完全に区別された古い形態の会社である。

### 国富論におけるジョイント・ストック・カンパニー
アダム・スミスが『国富論』の中で批判したとされる“株式会社”制度も、実際に言及されているのは「Joint stock company」であって、今日において株式会社と訳される「company limited by shares」や「stock company」ではない。ただし、その特徴として株主の有限責任制が挙げられている。国富論におけるjoint stock companyに対する批判は、所有と経営の分離の弊害に関するものである。それは、株主と取締役が双方とも無責任な行動をとる（すなわち、株主は会社の業務については知ろうとせず、取締役には他人の金であるので怠慢と浪費がはびこる）ことにより生じる事態を指摘したものであり、南海泡沫事件からそれほど経っていない時期の状況を反映している。

## アメリカのジョイント・ストック・カンパニー

### 歴史

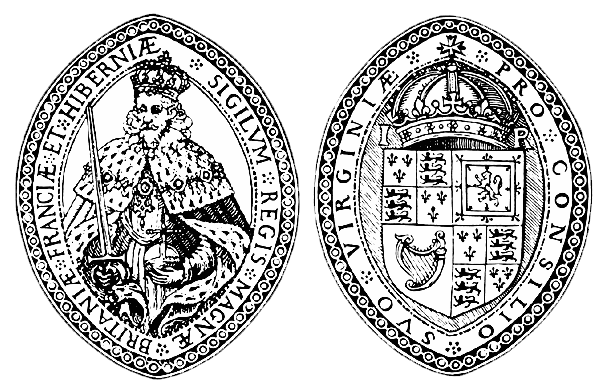
バージニア会社標章

1776年の独立以前、イギリスの植民地時代のアメリカで最初に作られたジョイント・ストック・カンパニーは、1606年にジェームズ1世の勅許を受けたプリマス会社とされ、その後も、イギリス国王の勅許に基づくジョイント・ストック・カンパニーがいくつも作られ、また、勅許（特許）を受けない慣習法上のジョイント・ストック・カンパニーも早くから存在していた。アメリカ独立戦争前のアメリカでは、鉱業、製造業、銀行業、商業などの分野における大規模企業のほとんどが、勅許（特許）を受けないジョイント・ストック・カンパニーかパートナーシップの形態をとっていた。
独立後も、ジョイント・ストック・カンパニーは一般的な企業形態であり、例えば、1784年に設立されたバンク・オブ・ニューヨークも、1791年までは、法人格を有しないジョイント・ストック・カンパニーであった。なお、イギリスでは国王の勅許と議会の特許があったのと違い、アメリカでは大統領に特許付与の権限はなく、議会（原則として州議会）が特許付与の権限を有していた。
1795年にノースカロライナ州で会社法が制定され、1811年には、ニューヨーク州で準則主義を採用した世界で最初の会社法（製造会社法、An Act Relative to Incorporations for Manufacturing Purposes）が制定された。その後、他の州でも同様の会社法が制定され、1860年までにアメリカの3分の2の州で会社法が制定されることになる。各州で会社法が制定され始めた19世紀前半ごろは、株主の有限責任制を採用する株式会社（corporation）に対する批判も多く、個人企業やジョイント・ストック・カンパニーが多かったものの、19世紀後半には、株式会社に関する法的制限がほとんどなくなったのに伴い、多くの株式会社が作られていった。
ジョイント・ストック・カンパニーは、法人格と株主の有限責任制を有する株式会社の出現とともに衰退していき、現在では、あまり採用されない企業形態となっている。

### 株式会社との異同
イギリスのジョイント・ストック・カンパニーは、登記されると株式会社（company limited by shares）と同一の企業形態とされるのに対し、アメリカのジョイント・ストック・カンパニーは、株式会社（stock corporation）とは全く別個の企業形態である。株式会社と違って株主は無限責任を負っており、州の成文法に基づき設立された場合を除いて法人格も有していない。
株式会社との類似点としては、次の諸点が挙げられる。
- その資本が譲渡可能な株式の形で出資者に所有される
- 構成員の死亡等によって影響されない恒久的な組織である
- 所有と経営が分離しており、経営は取締役会[32]により行われ、株主は代表権を有しないまた、多くの税法において、ジョイント・ストック・カンパニーは「事実上の株式会社」とみなされ、株式会社と同様に課税される[30]。

その他、各州の成文法に基づき設立されたジョイント・ストック・カンパニーでは、登記、手数料、年次報告書の提出等の諸手続において株式会社と同様の手続きが要求され、訴訟手続の当事者となることも可能である。

1854年、ニューヨークで慣習法上のジョイント・ストック・カンパニーとして設立された、アダムズ通運会社は、アメリカにおけるジョイント・ストック・カンパニーとして重要な会社のひとつである。

他方、株式会社との差異としては、次のような点がある。
- 株主が会社の債務に対して個人的に責任を有する（無限責任）[35]
- 法人格を有していないため、訴訟当事者となれず、会社名で不動産を所有することもできない
- パートナーシップの一般法則が構成員間の関係を支配する
- 取締役会に自己永続性がある
- 政府による統制（設立手続や監督等）から比較的自由である

ジョイント・ストック・カンパニーは、元々コモン・ロー上認められた形態であるが、現在では各州の成文法により規制されることも多い。したがって、慣習法上の会社と成文法上の会社では区別して考える必要があるが、株主の無限責任は、各州の規制法において共通の特徴である。
株主の無限責任は、株式会社と比べた場合の最大の短所であり、ジョイント・ストック・カンパニーが発展しなかった主たる原因であるとされる。定款において株主の有限責任を定めることも可能であるが、これは外部当事者に通告しなければならず、通告されなければ株主は保護されない。
また、成文法に基づき設立された場合を除き、法人格を有していない。裁判所は、ジョイント・ストック・カンパニーをパートナーシップとして扱うため、訴訟当事者となれないため、多くの州においては、構成員（株主）の名にで訴訟を追行することになる。
ジョイント・ストック・カンパニーは、株式会社とパートナーシップの中間的な企業形態である。株式会社との相違点、すなわち、構成員が無限責任を負うことや、設立に際して登記を要求されない（成文法に基づく場合を除く）ことなどは、パートナーシップとの類似点でもある。

## 日本語訳
joint stock companyは、しばしば日本語で「株式会社」と訳され、逆に、日本語の株式会社を「joint stock company」と訳すことがある。しかし、上述のとおり両者は別概念であり、概念の整理と理解が進むにつれて、「株式会社」以外の訳語を当てることが多くなった。代表的なところでは、「株式社団」や「合本会社」「合本組合」「合資組合」「共同出資会社」「共同資本会社」などの訳が用いられる。
その他、「合資会社」という訳語もあるが、一般的に「合資会社」といえば、有限責任社員と無限責任社員が存在する企業形態（partnership in commendam、日本の合資会社については合資会社を参照）のことをいい、これは、英米法上のリミテッド・パートナーシップの訳語として当てられている。その場合の「合資会社」（limited partnershipの訳語）とジョイント・ストック・カンパニーとは全く異なる概念である。
また、イギリスのものを「近世的株式会社」、アメリカのものを「連帯株式会社」というように訳し分けることもある。あるいは、イギリスのものは「株式会社」と訳し、アメリカのものだけ何らかの他の訳語を当てることもある。
ただし、いずれの訳語も必ずしも定着しておらず、あえて日本語訳を当てずに「ジョイント・ストック・カンパニー」と表記されることが多い。

## 英米以外の国のjoint stock company
イギリスやアメリカのジョイント・ストック・カンパニーとは、沿革的にも法的にも異なる他国の企業形態に対して、英訳として「joint stock company」という語が当てられることがある。
ロシアの公共株式会社（Публичное или Открытое акционерное общество。以前の公開株式会社Открытое акционерное общество、OAO）が英語名称としてJSC（Joint Stock Company）やOJSC（Open Joint Stock Company）を冠したり、ベトナムの企業形態のひとつである株式会社（Công ty cổ phần）が、英語名称としてjoint stock companyを冠したりする場合などである。
アラブ首長国連邦の商事会社には、公開株式会社（شركاتٍ مساهمةٍ عامةٍ）と非公開株式会社（شركات مساهمة خاصة）という企業形態が存在し、英語では、それぞれ「public joint stock company」「private joint stock company」という訳語が当てられる。いずれも、日本語では「株式会社」と訳され、法人格を有し、株主は有限責任であるなど、株式会社としての特徴を備えている。